# Theodor Schlatter
Theodor Schlatter (* 2. Juni 1885 in Bern; † 13. Januar 1971 in Ludwigsburg) war ein Schweizer evangelischer Theologe.

## Leben
Theodor Schlatter war der Sohn von Adolf Schlatter. Er war Pfarrer in Tübingen, Dozent in Bethel (bis 1934), Dekan in Esslingen und Prälat in Ludwigsburg.

## Schriften (Auswahl)
- mit Reto Roedel: Laura. Ein Petrarca-Gedächtnis. Memoria Petrarchesca. St. Gallen 1948, OCLC 883930264.
- Das Neue Testament unsres Herrn und Heilandes Jesus Christus. Stuttgart 1958, OCLC 73742102.
- Calwer Bibellexikon. Stuttgart 1967, OCLC 233887199.
- Wie ist unsere Bibel entstanden? Ein kurzer Bericht. Stuttgart 1970, OCLC 313760492.